# Photostomias lucingens
Photostomias lucingens és una espècie de peix de la família dels estòmids i de l'ordre dels estomiformes.

## Morfologia
- Els mascles poden assolir 10,9 cm de longitud total.[3]

## Hàbitat
És un peix marí i d'aigües subtropicals.

## Distribució geogràfica
Es troba al Pacífic i a l'est de l'Atlàntic sud (entre 5°S i 23°S).